# 파머스쿱
파머스쿱, 이전 명칭 iCOOP생산자회는 2009년 3월 25일 설립된 대한민국 농림축산식품부 소관의 사단법인이다. 